# Zito
José Ely de Miranda, ismertebb nevén: Zito (Rio de Janeiro, 1932. augusztus 8. – Santos, 2015. június 14.) kétszeres világbajnok brazil válogatott labdarúgó. 
A brazil válogatott tagjaként részt vett az 1958-as, az 1962-es és az 1966-os világbajnokságon, illetve az 1956-os, az 1957-es és az 1959-es Dél-amerikai bajnokságon.
Santos
- Brazil kupagyőztes (Taça Brasil) (5): 1961, 1962, 1963, 1964, 1965
- Paulista bajnok (9): 1955, 1956, 1958, 1960, 1961, 1962, 1964, 1965, 1967
- Copa Libertadores győztes (2): 1962, 1963
- Interkontinentális kupa győztes (2): 1962, 1963

Brazília
- Világbajnok (2): 1958, 1962
- Dél-amerikai ezüstérmes (2): 1957, 1959

## Külső hivatkozások
- Zito a FIFA.com honlapján Archiválva 2015. április 3-i dátummal a Wayback Machine-ben
- Zito a national-football-teams.com honlapján